# 张子清
张子清（1902年—1930年），又名张涛，别号寿山，男，湖南益阳人。中国工农红军将领。

## 生平
张子清曾任黄埔军校教官，后到卢德铭部任副营长，参与秋收起义，后任团长。朱毛会师后，原南昌起义部队改编为十师，朱德兼师长；其他湘南农军改编为十二师，陈毅兼师长；秋收起义部队及井冈山部队改编为十一师，张子清任师长兼31团长。后因伤住院，毛泽东代师长，朱云卿代团长。因药物缺乏，张子清久病不愈而亡。